# Július Černický
Július Černický (* 5. března 1937, Kežmarok) je bývalý slovenský hokejový útočník, reprezentant Československa. Po skončení aktivní kariéry působil jako trenér, v československé lize trénoval Duklu Trenčín.

## Hráčská kariéra
Reprezentoval Československo ve 12 utkáních v letech 1957 až 1961, ve kterých dal 6 gólů. Na klubové úrovni hrál za ZJS Zbrojovka Spartak Brno (1954–1956), TJ Slovan Bratislava (1956–1969) s v Rakousku za Wiener EV.